# Dexodomintho fumipennis
Dexodomintho fumipennis är en tvåvingeart som beskrevs av Townsend 1935. Dexodomintho fumipennis ingår i släktet Dexodomintho och familjen parasitflugor. Inga underarter finns listade i Catalogue of Life.